# Ferroviário AC
Ferroviário Atlético Clube – brazylijski klub piłkarski z siedzibą w mieście Fortaleza, stolicy stanu Ceará.

## Osiągnięcia
- Mistrzostwo stanu Ceará (9): 1945, 1950, 1952, 1968, 1970, 1979, 1988, 1994, 1995.

## Historia
Klub powstał 9 maja 1933 roku pod pierwotną nazwą Ferroviário Foot-Ball Club. Inicjatorem stworzenia nowego klubu była firma kolejowa Rede de Viação Cearense, obsługująca połączenia w całym stanie Ceará. Gdy firma zapragnęła wystawić własną drużynę w mistrzostwach stanu (Campeonato Cearense), doprowadziła do fuzji dwóch amatorskich drużyn piłkarskich – Matapasto i Jurubeba, co doprowadziło do powstania klubu Ferroviário. Później klub zmienił pełną nazwę na Ferroviário Atlético Clube, która obowiązuje do dziś.
W 1937 Ferroviário odniósł swój pierwszy sukces, wygrywając drugą ligę stanu Ceará, dzięki czemu awansował do pierwszej ligi. Pierwszy tytuł mistrza stanu klub zdobył w 1945 po pokonaniu w finale 3:1 drużyny Maguary. W 1968 Ferroviário zdobył tytuł efektownie, gdyż nie poniósł przy tym ani jednej porażki.
6 grudnia 2005 niespodziewanie zmarł podczas treningu na Estádio Elzir Cabral piłkarz klubu Ferroviário Alessandro Pinheiro Martins.